# 田中美絵子
田中 美絵子（たなか みえこ、1975年12月16日 - ）は、日本の政治家、タレント、石川県議会議員（1期）。元衆議院議員（1期）、元金沢市議会議員（1期）。タレントとしては、よしもとクリエイティブ・エージェンシー所属。

## 経歴
石川県金沢市出身。泉が丘保育園、金沢市立三馬小学校、金沢市立泉中学校、北陸学院高等学校、帝京女子短期大学を卒業後、会社員を経て、ツアーコンダクター（国内添乗員）に転職。
2004年1月、参議院議員平田健二の秘書を務め、明治大学政治経済学部に通う。
2007年3月、同大を卒業。同年4月から衆議院議員河村たかしの秘書を務める。
2008年8月、民主党石川県連副代表就任。 
2009年8月30日の第45回衆議院議員総選挙では、参議院石川県選挙区に転出した一川保夫の後継として、森喜朗の選挙区である石川2区より民主党公認で出馬。河村たかしや一川保夫後援会の全面支援で戦うが、小選挙区では落選した。比例北陸信越ブロックで復活当選する。
2012年3月、明治大学大学院政治経済学研究科修士課程修了。
2012年12月の第46回衆議院議員総選挙で東京15区に国替え出馬するも落選。
2013年4月からはよしもとクリエイティブ・エージェンシーに所属しタレント活動も行っている。
2014年12月の第47回衆議院議員総選挙で再度石川1区に国替え出馬したが、馳浩（自民党）に敗れ、比例復活も叶わず落選した。
2017年10月、民進党は次期衆院選の石川1区の公認内定候補に田中を選考。10月22日に行われる第48回衆議院議員総選挙において、民進党の決定により希望の党公認で出馬したが、馳浩（自民党）に敗れ、落選した（民進党の決定については該当ページを参照）。
2019年1月、同年4月の金沢市議会議員選挙に無所属で出馬する意向を表明した。史上最多となる1万632票でトップ当選した。5月2日、就任。
2023年4月9日投開票の石川県議会議員選挙に金沢市選挙区から無所属で出馬し13108票を獲得してトップ当選を果たした。

## 政策
- 選択的夫婦別姓制度導入について、「どちらとも言えない」[16]。

## テレビ出演
- 『特盛!よしもと 今田・八光のおしゃべりジャングル』（読売テレビ、2013年12月21日、2014年5月3日、2014年8月23日）
- 『ノブナガ』（CBCテレビ、2014年4月26日、2014年9月13日）
- 『白熱ライブ ビビット』（TBS、2015年4月3日、4月10日）

## 書籍
- 『ロリータ少女、政治家になる』（ヨシモトブックス、2014年6月18日）